# Oman Cricket
Oman Cricket (OC; arabisch عمان للكريكيت) ist der nationale Dachverband für Cricket in Oman. Der im Jahr 1979 gegründete Verband hat seinen Sitz in Maskat. Seit 2000 vertritt er Oman beim Weltverband International Cricket Council (ICC) als Associate Member und seit 2000 beim Kontinentalverband Asian Cricket Council (ACC).

## Geschichte
Die Gründung des Verbandes Oman Cricket erfolgte im Jahr 1979. 2000 wurde er Partnermitglied (affiliate member) des International Cricket Council (ICC) und 2014 assoziiertes Mitglied (Associate Member). 2000 wurde OC außerdem Mitglied des Asian Cricket Council (ACC).

## Aufgabe
Oman Cricket stellt die Oman vertretenden Cricket-Nationalmannschaften, einschließlich der für die Männer, Frauen und Jugend, zusammen. Der Verband ist außerdem verantwortlich für die Durchführung von ODI- und T20I-Serien gegen andere Nationalmannschaften sowie die Organisation von Heimspielen und -turnieren. Neben der Aufstellung des Teams ist er verantwortlich für den Kartenverkauf, der Gewinnung von Sponsoren und der Vermarktung der Medienrechte.
Daneben organisiert der Verband das Kinder- und Jugend-Cricket in Oman. Wie andere Cricketnationen verfügt Oman über U-19-Nationalmannschaften für Jungen und Mädchen, die an den entsprechenden Weltmeisterschaften (Jungen und Mädchen) teilnehmen.
Zu den Verbandsaufgaben gehört auch die Austragung internationaler Turniere. So war Oman Cricket zusammen mit den Vereinigten Arabischen Emiraten Gastgeber des T20 World Cup 2021. Dies war das erste internationale Cricketturnier, das komplett in assoziierten Mitgliedern des ICC stattfand.

## Logo
Das Logo von Oman Cricket zeigt einen nach rechts fliegenden roten Cricketball mit Flammen in grün und rot, mit dem Schriftzug Oman Cricket in Englisch unten sowie in Arabisch oben.